# Чакра
Чакра на санскрит означава колело. В йога чакрите са енергийни възли в човешкото тяло.
Съществуват седем главни чакри:
- Муладхара – коренна чакра. Аз съм. Намира се в основата на гръбначния стълб. Тази чакра се асоциира с божествата Индра, Брахма и Дакини, елемента Земя и червения цвят. Отваря се с оцеляването и се блокира от страха.
- Свадхиштхана – сакралната чакра. Аз чувствам. Намира се близо до гениталиите. Счита се, че влияе на сексуалността и репродуктивните функции. Тази чакра се отваря с опрощаване и се блокира от вината.
- Манипура – чакра на слънчевия сплит. Аз правя. Разположена е над пъпа. Свързана е с емоциите. Управлява стомаха, черния дроб и панкреаса. Тя се отваря с приемнане на себе си и се блокира от срама.
- Анахата – чакра на сърцето. Аз обичам. Намира се в центъра на гръдния кош. Управлява сърцето, кръвта и кръвообращението като цяло. Отваря се с любовта и се блокира от тъгата и апатията.
- Вишуддха – чакрата на гърлото. Аз говоря. Свързана е с общуването и речта. Отваря се с истината и се блокират от лъжата.
- Аджня – Аз виждам. Намира се на челото между веждите. Свързана е с хипофизата и епифизата. Отваря се чрез осъзнаване и се блокира от илюзията за разделение. Ние сме едно цяло-един организъм.
- Сахасрара – хилядолистник. Аз разбирам. Намира се над главата. Отговаря за космическата енергия. Блокира се от материалното, земната привързаност. Тя се активизира едва, когато човек се освободи от всичко земно и когато останали чакри са в равновесие.

Теорията за чакрите се гради върху хипотезата, че енергията се движи равномерно в организма ни. В седем точки на нашето тяло съществува концентрация на енергия, която постоянно се движи спираловидно. Тези седем специфични точки се наричат чакри.
Чакрите присъстват както в будистките традиции, така и в китайските и японските практики.

## Описание

### Сахасрара: коронна чакра
|  | Сахасрара, означаваща лотос с 1000 венчелистчета, се смята за чакрата на чистото съзнание, при което няма нито обект, нито субект. Когато женската кундалини енергия Шакти достига до тази точка, тя се обединява с мъжката Шива енергия, и състояние на освобождаване самадхи се постига. Символизира се с лотос от многоцветни венчелистчета, който се намира или на „короната“ на главата или над нея. |